# Die Schloßherrin vom Libanon (1926)
Die Schloßherrin vom Libanon ist ein französisches Liebes- und Spionage-Stummfilmmelodram aus dem Jahre 1926 von Marco de Gastyne mit Arlette Marchal in der Titelrolle. Ihr männlicher Partner ist Ivan Petrovich. Der Geschichte liegt der gleichnamige Roman (1924) von Pierre Benoit zugrunde.

## Handlung
Irgendwo im arabischen Wüstengebiet des heutigen Libanon und Syrien der 1920er Jahre. Die beiden Kolonialarmeen Frankreichs und Großbritannien haben sich im Kampf gegen die um Freiheit und Unabhängigkeit kämpfenden Araberstämme (Drusen und Beduinen) miteinander verbündet. Dennoch trauen sich die beiden Verbündeten nicht über den Weg und versuchen, die wahren Absichten des jeweils Anderen heimlich auszukundschaften. Dadurch werden die exilrussische Gräfin Orlow, die im Sold der Briten steht, und der französische Offizier Lucien Domèvre zwangsläufig zu Gegnern. Beide lernen sich kennen, als sich Hauptmann Domèvre auf Urlaub in Beirut aufhält, um sich dort mit Michelle Hennequin zu verloben, der Tochter seines Vorgesetzten Oberst Hennequin. Die Gräfin setzt bei ihren Unternehmungen gegenüber ihrem französischen Gegenspieler die klassischen Waffen der Frau ein und weiß ihn zu becircen. Auch Hauptmann Domèvre kann sich trotz seiner Liebe zu Michelle ihren Liebesfallen und den Versuchungen der Orlow nicht entziehen.
Aus blinder Liebe heraus wird Lucien Domèvre schließlich beinah zum Verräter seines Landes. Da die angeblich steinreiche Gräfin Orlow, die auf einem prunkvollen Felsenschloss im Libanon residiert, aufgrund ihres Lebensstils übermäßig hohe Ausgaben hat, bietet der britische Verbindungsmann Major Hobson eine hohe Summe, die zur Begleichung der Orlowschen Schulden reichen würde, an. Dafür müsse der Franzose ihm lediglich geheime, französische Unterlagen aushändigen. Fast zu spät erkennt Lucien, dass er einer List der Exilrussin aufgesessen ist und ihre Liebesbekundungen nichts wert sind. Fast schuldig des schweren Landesverrats geworden, kehrt Lucien nach einer psychischen Erkrankung an die Front in die Wüste zurück und wird dort im Kampfgetümmel bei der Rettung eines Kameraden schwer verwundet. Mit Hilfe seines treuen Freundes Hauptmann Walter und vor allem der liebevollen Pflege durch die nunmehr als Krankenschwester im Lazarett tätigen Michelle Hennequin kann Hauptmann Domèvre wieder genesen und danach seinem Vaterland erneut zu Diensten sein.

## Produktionsnotizen
Die Schloßherrin vom Libanon entstand wohl bereits 1925 und wurde in Frankreich erstmals am 29. September 1926 in Paris gezeigt. Schon sechs Tage zuvor gab es eine Londoner Premiere. In Österreich wurde der Film bereits im Mai 1926 (von der Filmkritik) begutachtet und am 25. September desselben Jahres in die Wiener Kinos gebracht.
Die Filmbauten entwarf der Regisseur des Films, Marco de Gastyne.

## Kritiken
Das Kino-Journal urteilte: “Der Film ist mit luxuriöser Pracht und fein französischem Geschmack inszeniert. Arlette Marshal [sic!] ist eine vollendete Sirene.”
Das Grazer Tagblatt hob neben den schauspielerischen Leistungen der Marchal und Petrovichs vor allem die landschaftlichen Vorzüge der Geschichte hervor: „Aber der Gipfelpunkt der Leistungen sind die einzig gelungenen Naturaufnahmen, die eine wahre Augenweide bilden“.
Wiens Filmbote meinte, der Film entwerfe „ein überaus malerisches Bild von dem Leben in der Wüste und in den Städten am Rande derselben, wo Okzident und Orient hart aneinanderprallen und stellenweise ineinander übergehen“ und stellte überdies fest, dass die Handlung Augen wie Sinne gleichsam fessele und fasziniere.